# Amazon (film fra 1990)
Amazon er en amerikansk film fra 1990 af Mika Kaurismäki.

## Medvirkende
- Kari Väänänen som Kari
- Robert Davi som Dan
- Rae Dawn Chong som Paola
- Minna Sovio som Nina
- Aili Sovio som Lea
- Ruy Polanah som Julio Cesar
- Pirkko Hämäläinen som Susanne